# Zonder titel (Jos Wong)
Op het Metrostation Verrijn Stuartweg, Amsterdam-Zuidoost staat een titelloos artistiek kunstwerk.
Het is een creatie uit 1980 van Jos Wong, die een beweeglijk kunstwerk ontwierp voor een winderige plaats. Het metrostation ligt op een dijklichaam, waarbij dit kunstwerk dan nog boven het station uitsteekt. Bovendien worden de windvangers ook in beweging gezet door turbulentie die ontstaat bij stoppende, vertrekkende en voorbijrijdende metrostellen. Het kunstwerk kwam bovendien rond 2009/2010 meer in de wind te staan, omdat hoogbouwflats zoals Egeldonk, die het enigszins in de luwte lieten staan werd afgebroken en vervangen door laagbouw.
Het titelloze werk kreeg in de volksmond de namen als Molentjes, Windmolen, Windorgel en Windwijzer. Het is samengesteld uit 3 x 3 x 3 (lengte, breedte, hoogte) gemonteerde draaiende gebogen platen, staande op een op een sokkel van aluminium palen, vastgezet op een betonnen voetstuk.

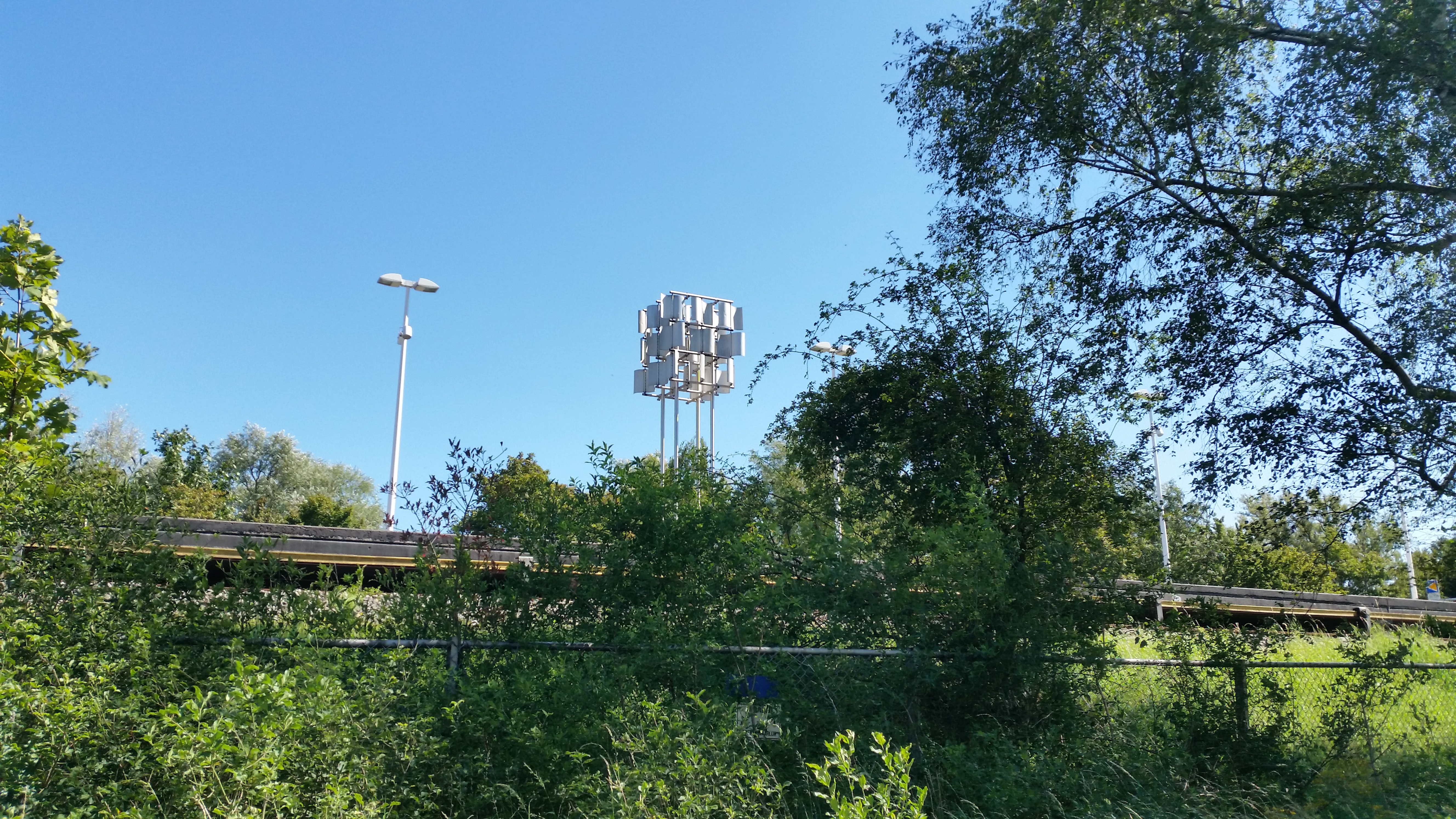
Molentjes in de wind (augustus 2020)